# Challenger de Praga-2 2015
El torneo Advantage Cars Prague Open 2015 es un torneo profesional de tenis. Pertenece al ATP Challenger Series 2015. Se disputará su 2ª edición sobre superficie tierra batida, en Praga, República Checa entre el 10 al el 16 de agosto de 2015.

## Jugadores participantes del cuadro de individuales
| Favorito | País                  | Jugador                 | Rank1 | Posición en el torneo |
| -------- | --------------------- | ----------------------- | ----- | --------------------- |
| 1        | Bandera de España     | Albert Ramos-Viñolas    | 54    | Segunda ronda         |
| 2        | Bandera de Austria    | Andreas Haider-Maurer   | 58    | Segunda ronda         |
| 3        | Bandera de Italia     | Simone Bolelli          | 60    | Cuartos de final      |
| 4        | Bandera de Bélgica    | Steve Darcis            | 65    | Cuartos de final      |
| 5        | Bandera de Kazajistán | Aleksandr Nedovyesov    | 92    | Primera ronda         |
| 6        | Bandera de Moldavia   | Radu Albot              | 99    | FINAL                 |
| 7        | Bandera de España     | Daniel Muñoz de la Nava | 108   | Segunda ronda         |
| 8        | Bandera de Alemania   | Jan-Lennard Struff      | 119   | Primera ronda         |

- 1 Se ha tomado en cuenta el ranking del 3 de agosto de 2015.

### Otros participantes
Los siguientes jugadores recibieron una invitación (wild card), por lo tanto ingresan directamente al cuadro principal (WC):
- Jan Šátral
- Robin Staněk
- Adrian Sikora
- Dominik Šproch

Los siguientes jugadores ingresan al cuadro principal tras disputar el cuadro clasificatorio (Q):
- Rogério Dutra Silva
- Nikola Mektić
- Axel Michon
- Pere Riba

## Campeones

### Individual Masculino
- Rogério Dutra Silva derrotó en la final a  Radu Albot, 6–2, 6–7(5–7), 6–4

### Dobles Masculino
- Wesley Koolhof /  Matwé Middelkoop derrotaron en la final a  Sergey Betov /  Mikhail Elgin, 6–4, 3–6, [10–7]